# Matija Šarkić
Matija Šarkić (Grimsby, Reino Unido, 23 de julio de 1997-Budva, Montenegro, 15 de junio de 2024) fue un futbolista montenegrino. Jugaba de portero y su último equipo fue el Millwall F. C.

## Selección nacional
Šarkić representó a la selección de fútbol sub-17 de Montenegro en el Campeonato Europeo Sub-17 de la UEFA 2013. El 19 de noviembre de 2019 debutó con la selección absoluta en un amistoso ante Bielorrusia que Montenegro ganó por 2-0.

## Vida personal
El padre de Matija, Bojan Šarkić, es un diplomático montenegrino quien desde octubre de 2017, es el embajador del país en la Unión Europea. Matija era hermano gemelo de Oliver Šarkić, quien también es futbolista profesional.

## Muerte
El 15 de junio de 2024 se desplomó en un apartamento de Budva, Montenegro. Aunque sus amigos llamaron a una ambulancia, así como a la policía, finalmente fue declarado muerto alrededor de las 6:30 a. m. hora local, a los 26 años.

## Clubes
| Club                                    | País       | Año       |
| --------------------------------------- | ---------- | --------- |
| Aston Villa F. C.                       | Inglaterra | 2015-2020 |
| Wigan Athletic F. C. (préstamo)         | Inglaterra | 2017-2018 |
| Stratford Town F. C. (préstamo)         | Inglaterra | 2018-2019 |
| Havant & Waterlooville F. C. (préstamo) | Inglaterra | 2019      |
| Livingston F. C. (préstamo)             | Escocia    | 2019      |
| Wolverhampton Wanderers F. C.           | Inglaterra | 2020-2023 |
| Shrewsbury Town F. C. (préstamo)        | Inglaterra | 2020-2021 |
| Birmingham City F. C. (préstamo)        | Inglaterra | 2021-2022 |
| Stoke City F. C. (préstamo)             | Inglaterra | 2023      |
| Millwall F. C.                          | Inglaterra | 2023-2024 |